# Ålands Framtid
Ålands Framtid (finsky Ahvenanmaan tulevaisuus, v překladu do češtiny „Budoucnost Aland“) je separatistická politická strana ve Finsku. Působí na Alandech. Jejím cílem je nezávislost souostroví Aland na Finsku. Ve volbách roku 2003 strana získala dva mandáty v místním parlamentu. Je členem Evropské svobodné aliance.